# 阿利 (阿拉巴马州)
阿利（英文：Arley），是美国阿拉巴马州下属的一座城市。面积约为3.76平方英里（约合9.74平方公里）。根据2010年美国人口普查，该市有人口357人，人口密度为94.92/平方英里（约合36.65/平方公里）。